# 河南省

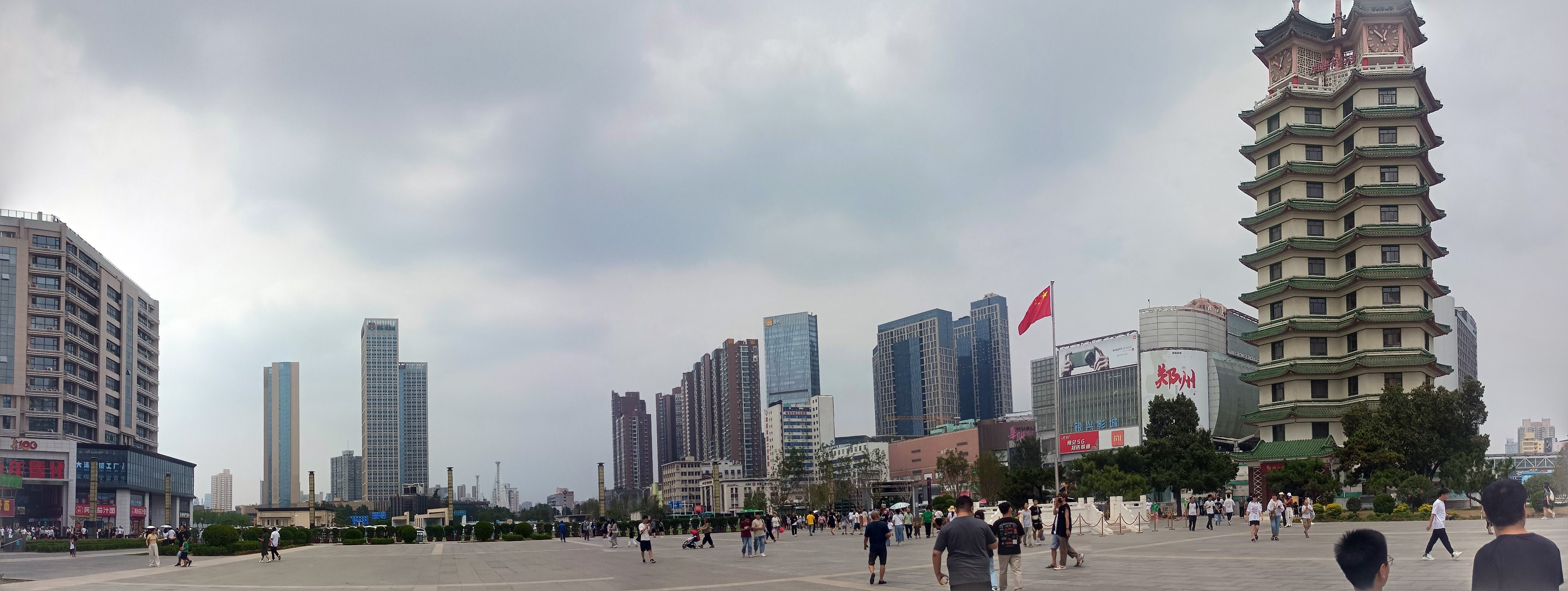
省都の鄭州市。

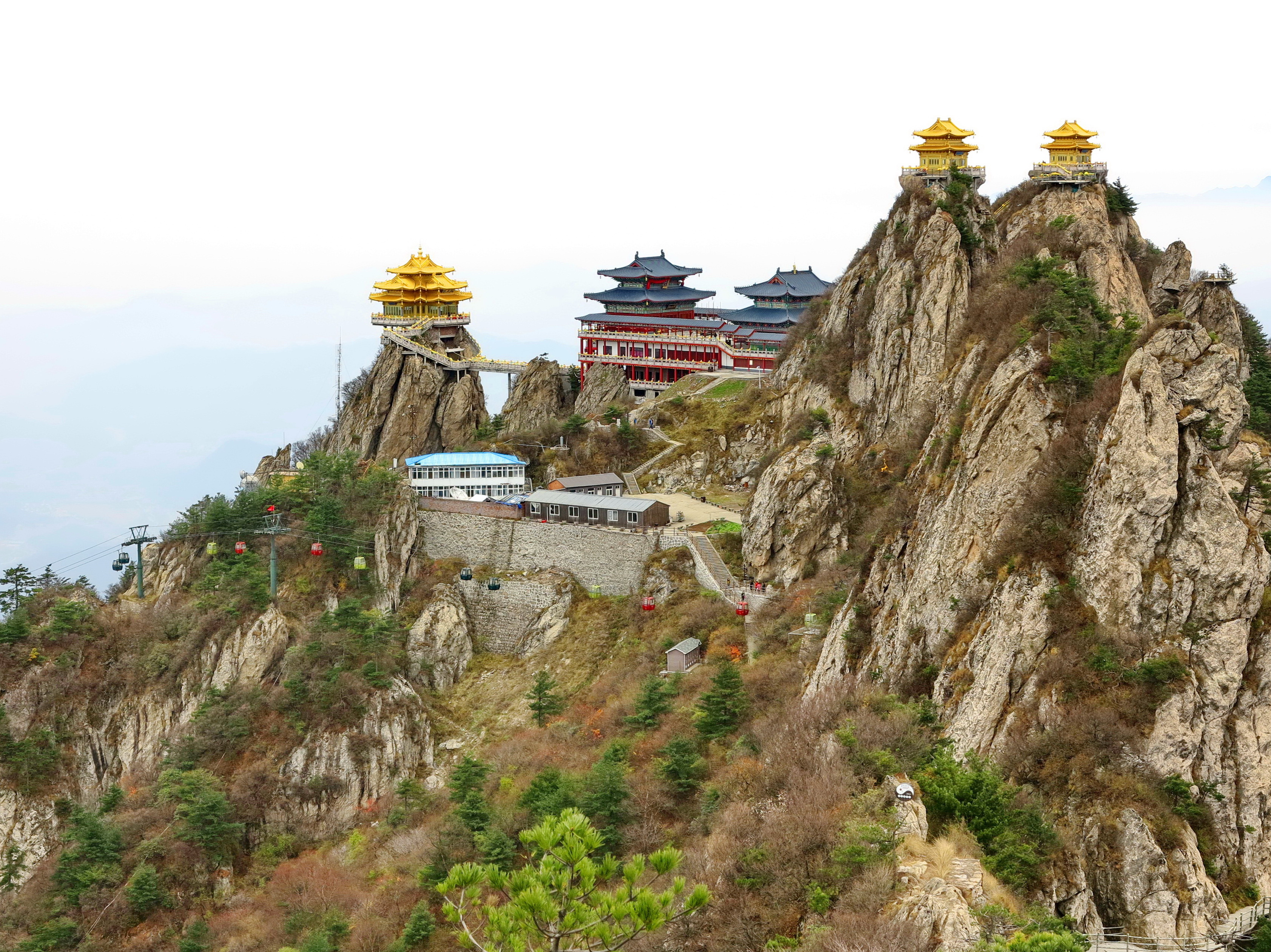
河南省の老君山。

河南省（かなんしょう、中国語: 河南省、拼音: Hénán Shěng、英語: Henan Province）は、中華人民共和国の省の一つ。地域の大部分が黄河の南にあるため河南と称された。古の豫州があったことから、略称は豫である。省都は鄭州市。古代の中原の中心地であり、中国のなかでも歴史のある地域とされている。

## 地理
北部は黄河の下流域に位置し、省南部は淮河流域となり、省全体に広大な平野が広がる（華北平原）。
重要な農業生産地域であり、中国の食糧庫とも称される。木綿、小麦、ゴマ、タバコなどの生産量が国内最大であり、トウモロコシやピーナッツなどの農産品、また酪農や養豚・養鶏といった畜産業でも国内で大きなウェイトを持つ。
北部は河北省・山西省、東部は安徽省・山東省、西部は陝西省、南部は湖北省に隣接する。

## 歴史

### 古代
中国古代文明の発祥地の一つであり、先史時代の裴李崗文化や仰韶文化などの遺跡がある。
九州の中心である中原の地であり、中国8大古都のうち、殷の都安陽と鄭州、東周から長く都が置かれた洛陽、北宋の都開封の4大古都を有する。
嵩山にある、禅宗の祖庭である嵩山少林寺とその近郊で伝承され、修練されている中国武術及びそれを源流としている中国武術門派の総本山である少林拳の所在地として知られる。

### 中華人民共和国
- 2021年8月 - 前月の7月から続いた集中豪雨により水害が発生。鄭州市などを中心に302人、行方不明者50人、被災者は約1453万人[1]。

## 行政区域
17地級市・1省直轄県級市を設置する。詳細については下記データボックスを参照。
| №                    | 名称     | 中国語表記 | 拼音             | 面積 (K㎡) | 人口 (2020年) | 政府所在地 |
| -------------------- | -------- | ---------- | ---------------- | ---------- | ------------- | ---------- |
| #                    | 河南省   | 河南省     | Hénán Shěng      | 167000.00  | 99,365,519    | 鄭州市     |
| 河南省の行政区画     |          |            |                  |            |               |            |
|                      |          |            |                  |            |               |            |
| — 地級市 —           |          |            |                  |            |               |            |
| 1                    | 鄭州市   | 郑州市     | Zhèngzhōu Shì    | 7532.56    | 12,600,574    | 中原区     |
| 2                    | 安陽市   | 安阳市     | Ānyáng Shì       | 7354.11    | 5,477,641     | 北関区     |
| 3                    | 鶴壁市   | 鹤壁市     | Hèbì Shì         | 2136.85    | 1,565,973     | 淇浜区     |
| 4                    | 焦作市   | 焦作市     | Jiāozuò Shì      | 4000.89    | 3,521,078     | 解放区     |
| 5                    | 開封市   | 开封市     | Kāifēng Shì      | 6260.95    | 4,824,016     | 鼓楼区     |
| 6                    | 漯河市   | 漯河市     | Luòhé Shì        | 6260.95    | 2,367,490     | 郾城区     |
| 7                    | 洛陽市   | 洛阳市     | Luòyáng Shì      | 15229.83   | 7,056,699     | 洛竜区     |
| 8                    | 南陽市   | 南阳市     | Nányáng Shì      | 26508.69   | 9,713,112     | 臥竜区     |
| 9                    | 平頂山市 | 平顶山市   | Píngdǐngshān Shì | 7909.42    | 4,987,137     | 新華区     |
| 10                   | 濮陽市   | 濮阳市     | Púyáng Shì       | 4187.90    | 3,772,088     | 華竜区     |
| 11                   | 三門峡市 | 三门峡市   | Sānménxiá Shì    | 9936.65    | 2,034,872     | 湖浜区     |
| 12                   | 商丘市   | 商丘市     | Shāngqiū Shì     | 10700.23   | 7,816,831     | 睢陽区     |
| 13                   | 新郷市   | 新乡市     | Xīnxiāng Shì     | 8249.45    | 6,251,929     | 衛浜区     |
| 14                   | 信陽市   | 信阳市     | Xìnyáng Shì      | 18908.27   | 6,234,401     | 平橋区     |
| 15                   | 許昌市   | 许昌市     | Xǔchāng Shì      | 4978.36    | 4,379,998     | 魏都区     |
| 16                   | 周口市   | 周口市     | Zhōukǒu Shì      | 11959.40   | 9,026,015     | 川匯区     |
| 17                   | 駐馬店市 | 驻马店市   | Zhùmǎdiàn Shì    | 15095.30   | 7,008,427     | 駅城区     |
| — 省直轄県級行政区 — |          |            |                  |            |               |            |
| 18                   | 済源市   | 济源市     | Jìyuán Shì       | 1893.76    | 727,265       | 沁園街道   |

## 重要施設
- 小浪底
- 三門峡ダム

## 交通
河南省は中国の中心に位置することから、交通の要衝である。河南省は充実した道路網・鉄道網・航空網を持つ。

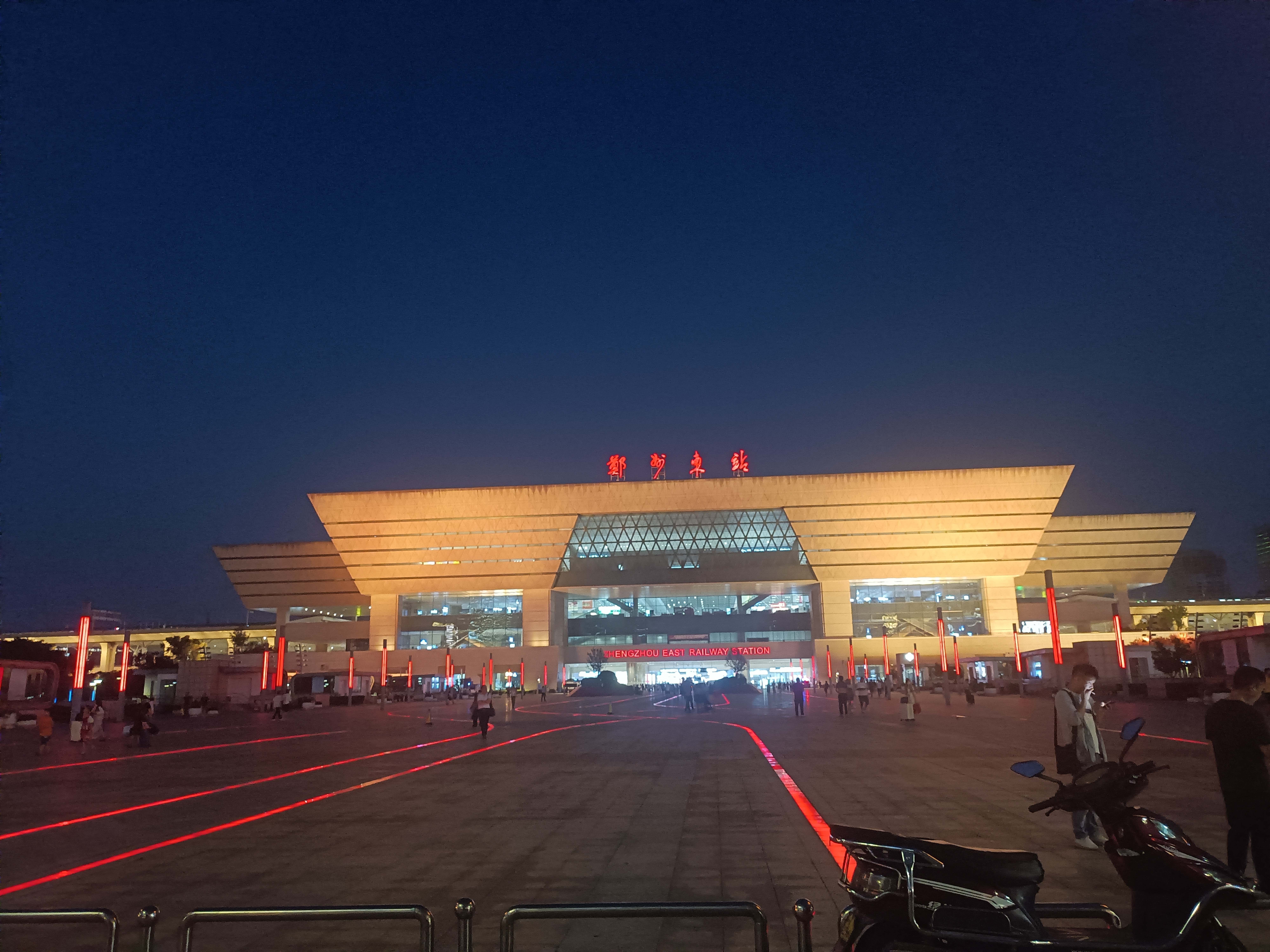
鄭州東駅

### 航空
- 既に供用を開始した民用空港：鄭州新鄭国際空港、洛陽北郊空港、南陽姜営空港

### 鉄道
- 鄭州駅
- 鄭州東駅

## 教育
- 河南工業大学
- 河南大学
- 鄭州大学
- 中原工学院
- 河南理工大学
- 河南師範大学
- 河南農業大学
- 河南科技大学
- 河南財経政法大学
- 河南中医学院
- 信陽師範学院
- 鄭州軽工業学院
- 商丘師範学院
- 張仲景国医学院
- 華北水利水電大学
- 周口師範学院

## 世界遺産
- 洛陽 龍門石窟
- 安陽 殷墟
- 「天地の中央」にある登封の史跡群
- シルクロード : 長安＝天山回廊の交易路網
- 大運河